# Okada Hankō

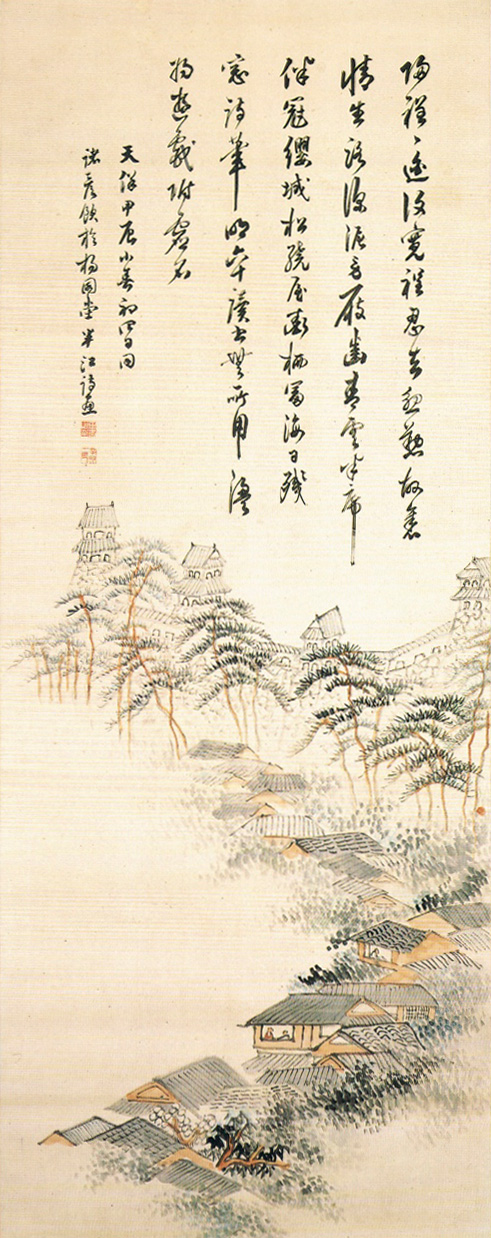
Landschaft mit Burg

Okada Hankō (japanisch 岡田 半江; geboren 1782 in Osaka; gestorben 5. März 1846) war ein japanischer Maler im Literaten-Stil.

## Leben und Wirken
Okada Hankō erlernte die Malerei im Literaten-Stil von seinem Vater Okada Beisanjin und dessen Maler-Freunden, neben denen auch Gelehrte und literarische Persönlichkeiten zu Gast waren. Seine frühen Werke signierte er oft in Anspielung auf seinen Vater, in dessen Stil sie gehalten waren, als „Shōbei“ (小米), also als „Kleiner Bei [sanjin]“. Um 1809 arbeitete er für die Daimyō-Familie Tōdō als Mitarbeiter in dem Reis-Speicher der Tōdō in Osaka, wohl in einer Funktion, die früher sein Vater innehatte. Nach dem Tode seines Vaters 1820 übernahm er den Familienbetrieb.
Um 1832 gab Okada den Posten bei den Tōdō auf und baute sich ein Studio am Fluss Yodogawa in der Nähe der Temma-Brücke (天満橋). Während einer kurzen Rebellion 1837, die sein Freund, der Konfuzianist  Ōshio Heihachirō angezettelt hatte, und die zu einem Brand in Osaka führte, brannte wohl auch das Atelier ab. Okada zog sich nach Sumiyoshi südlich von Osaka zurück. Wo er wohl die meiste Zeit seines restlichen Lebens verbracht hat.
Nach dem Verlassen Osakas malte Okada wenig in den ersten Jahren. Dann aber schuf er eine ganze Reihe Gemälde im Literaten-Stil. In der Zeit der vollen Reife ist sein Stil charakterisiert durch weiche Farbgebung, sorgfältig ausgeführt und atmosphärisch gestaltet. Erkennbar sind Bezüge zu den Bildern von Aoki Mokubei und Tanomura Chikuden.